# طبقات المفسرين (الداودي)
كتاب طبقات المفسرين، كتاب ألفه محمد بن علي بن أحمد، شمس الدين الداوودي، قيل: كان على المذهب الشافعي، وقيل: كان على المذهب المالكي، كان من تلاميذ جلال الدين السيوطي، توفي سنة 945هـ، من مؤلفاته: ذيل طبقات الشافعية للسبكي، وترجمة الحافظ السيوطي، قال عنه نجم الدين محمد الغزي: «كان شيخ أهل الحديث في عصره». والكتاب جمع فيه المؤلف تراجم أعلام المفسرين حتى أوائل القرن العاشر الهجري، وقد جمع 704 ترجمة. طبعته دار الكتب العلمية، راجعه: لجنة من العلماء بإِشراف الناشر، الطبعة الأولى 1403هـ.
وقد ذكر الداودي في آخر كتابه السنة التي فرغ فيها من كتابة الكتاب فقال: «وكان الفراغ من تبييضه في العشر الأول من جمادى الثانية من شهور سنة إحدى وأربعين وتسعمائة».
ويوجد كتاب آخر بعنوان «طبقات المفسرين» ألفه السيوطي وأراد أن يجمع فيه المفسرين من الصحابة والتابعين وأتباعهم من أهل السنة والشيعة وغيرهم.
واعتمد المؤلف في كتابه هذا على مجموعة من الكتب، منها: الطبقات الكبرى لابن السبكي، وطبقات المالكية لابن فرحون، وطبقات الحنفية للقرشي، وطبقات ابن قاضي شهبة، وطبقات الحنابلة لأبي يعلى، وطبقات القراء للذهبي، وطبقات الحفاظ للذهبي، وطبقات الحفاظ للسيوطي.

## مؤلف الكتاب
هو محمد بن علي بن أحمد، شمس الدين الداوودي، قيل: كان على المذهب الشافعي، وقيل: كان على المذهب المالكي، كان من تلاميذ جلال الدين السيوطي، توفي سنة 945هـ، من مؤلفاته: ذيل طبقات الشافعية للسبكي، وترجمة الحافظ السيوطي، قال عنه نجم الدين محمد الغزي: «كان شيخ أهل الحديث في عصره».

## بينه وبين السيوطي
يوجد كتاب آخر بعنوان «طبقات المفسرين» ألفه السيوطي وأراد أن يجمع فيه المفسرين من الصحابة والتابعين وأتباعهم من أهل السنة والشيعة وغيرهم، وكتاب الداوودي هذا في نفس الموضوع إلا أنه أتى بعد السيوطي فاستفاد منه.

## سنة تأليف الكتاب
ذكر الداودي في آخر كتابه السنة التي فرغ فيها من كتابة الكتاب فقال: «وكان الفراغ من تبييضه في العشر الأول من جمادى الثانية من شهور سنة إحدى وأربعين وتسعمائة».

## التأليف في كتب طبقات المفسرين
لم يكن الداوودي أول من ألف في طبقات المفسرين، بل سبقه علماء آخرون، وقد كان الاهتمام بتراجم رجال التفسير، وتصنيف طبقاته، مبثوثا في ثنايا كتب الأدب والتاريخ، وكتب الطبقات الأخرى، إلى أن جاء جلال الدين السيوطي فألف كتابه «طبقات المفسرين» وقد بذل جهده أن يكون جامعا، يحدثنا عن المفسرين، والصحابة، والتابعين، وتابعي التابعين، كما أورد فيه المفسرين المعتزلة، والشيعة، لكن الكتاب لم يكتمل، كما صنف فيه الأدنه وي، ثم جاء بعدهم الداوودي فجمع فيه بإسهاب تراجم أعلام المفسرين حتى أوائل القرن العاشر للهجرة، من كافة المصادر والمراجع التي توفرت لديه، ورتب كتابه هذا على حروف المعجم.

## منهج المؤلف في الكتاب
1. رتبه على الحروف الهجائية.
2. جمع فيه أعلام المفسرين إلى القرن العاشر الهجري.
3. نقل عن كثير من الكتب السابقة.